# DN1G
De DN1G (Drum Național 1G of Nationale weg 1G) is een weg in Roemenië. Hij loopt van Huedin naar Tihău (bij Jibou). De weg is 50 kilometer lang. 

## Europese wegen
De volgende Europese weg loopt met de DN1G mee:
- Zimbor - Sânmihaiu Almașului (dubbelnummering met DN1F)